# 18, la serie
18, la serie (18RDC, o solamente 18) es una serie juvenil de televisión, que se emitió en Antena 3 entre el 22 de diciembre de 2008 y el 3 de mayo de 2009.
El estreno de la serie se produjo el lunes 22 de diciembre, en horario de acces prime time (21:45), sustituyendo a Al pie de la letra, para emitirse lunes, martes y jueves en dicho horario.
Dos semanas después de su estreno, Antena 3 decide trasladar la serie a los fines de semana, para mejorar los discretos resultados que hasta entonces llevaba anotando en el horario de access prime time, aunque el cambio fue en balde, ya que, aunque la cuota de pantalla aumentó, perdió la mitad de espectadores.
Tras el fracaso del traslado de la serie a los fines de semana, la cadena decidió adelantar el final de Lalola para emitir en su lugar (16:00), y a partir del martes 27 de enero, nuevos episodios de 18RDC, aunque el cambio duró poco, ya que tras la emisión del segundo día a las 16:00, la cadena volvió a cambiar el horario de emisión de la serie, trasladándola, en este caso, a los domingos en horario de mediodía (13:00), sustituyendo a American Dad, desde el día 1 de febrero.
Tras más de un mes en los mediodías de fin de semana, Antena 3 decide, como última alternativa, y desde el 22 de marzo de 2008, relegar la serie a las 7:00 de la mañana, donde terminó de hundirse por completo, en lo que a audiencia refiere.
Sólo se grabaron 22 capítulos de la serie. Antena 3 emitió el capítulo 21 el 3 de mayo de 2009, dejando el último capítulo sin emitir. Finalmente, fue subido a la página de vídeos de Antena 3.

## Argumento
Un grupo de jóvenes que comparte la misma edad, los diecisiete años, está a punto de afrontar el temido salto a la mayoría de edad. Se trata de un momento en el que las decisiones que se van tomando prefijan cómo va a ser su futuro; pero igualmente, se trata de un tiempo en el que todo es presente...
Natalia, una joven idealista y cantante del grupo de música 18RDC será el centro de la historia. La chica tratará de averiguar quién mató a su hermano Sergio. Para ello iniciará una investigación junto al mejor amigo de su hermano, Diego, un joven rebelde enfrentado a su familia por el sueño de bailar. Esta historia de misterio será el núcleo de la serie, y a través de ella surgirá algo más fuerte que una simple amistad entre los dos protagonistas. Alrededor de ellos; la vida de sus amigos: sus primeros amores y sus esperanzas. Triunfos y fracasos de un grupo de jóvenes cuyas vidas giran, principalmente, en torno a la música y el baile. Todo ello sin olvidar el entorno familiar, que tantos problema acarrea a esta difícil edad. Natalia se enamorara de Diego y Diego de ella.

## Personajes

### Grupo18RDC

#### Maite Jáuregui esNatalia "Nata" Ortiz
Natalia tiene 17 años, es estudiante, y la cantante principal del grupo 18RDC. Amiga de sus amigos, siempre está pensando en los demás. Su familia es la que más necesita de su apoyo, ya que su madre ha caído en una depresión producida por la muerte de su hermano, y tiene que hacerse a cargo de su hermana de 8 años, Álex. Diego le está ayudando a abrir su mente a otras tendencias y estilos musicales que ella nunca hubiera valorado.

#### Marcos Gracia esManuel "Manu" Solís
Manu tiene 17 años, y estudia a la vez que es el guitarrista y compositor del grupo 18RDC. Es encantador, educado y detallista. Es el novio de Natalia, y su relación con Diego es un poco tensa. Esta enemistad irá en aumento cuando Natalia se vaya acercando cada vez más a Diego.

#### Elsa Pinilla esSusana Vaquero
Susana tiene 17 años, es estudiante y la segunda vocalista de 18RDC. Si se mirara al espejo le gustaría verse rodeada de todo lo que Natalia tiene a su lado, es decir, su novio y su puesto en la banda. Susana está convencida de que el fin justifica cualquier medio. Astuta y manipuladora, caprichosa y seductora utiliza sus armas para conseguir sus propósitos.

#### Gorka Moreno esMatías Gallego
Matías tiene 17 años y es estudiante. Es bastante tímido y le cuesta sociabilizarse. La mejor forma de comunicarse para Matías es a través de su batería, la razón por la que es miembro de 18RDC. Odia a Laura, la hermana de Diego, a la que considera frívola y caprichosa, pero del odio al amor hay un paso.

#### José Sospedra esAndrés Blanco
Andrés tiene 17 años, es estudiante y bajista de 18RDC. Su mayor afición son las chicas, y es capaz de estar con más de una a la vez. Actualmente sale con Carlota y... tres chicas más.

### Grupo Freehop

#### Hugo Rosales esDiego Valencia
Diego tiene 17 años y nunca le ha importado lo que diga la gente. A pesar de esto, es un chico con carácter.
Diego lo tiene claro, quiere bailar, pero de momento estudia y trabaja, ya que sus padres no le apoyan en su decisión de dedicarse al baile. Diego dispuesto a cumplir su sueño ha empezado a dar clases en un centro cultural donde ensaya con su grupo, Freehop.

#### Alberto Collado esPeter Moreno
Peter tiene 17 años y es un apasionado de la informática. Es un chico de carácter independiente y que se ha tenido que ir curtiendo él solo, ya que sus padres están poco en casa.
Le gusta Irene y hará todo lo que pueda para estar con ella. Lo tiene fácil: ambos comparten su pasión por el baile y están juntos en Freehop

#### Mery Carrillo esIrene Gómez
Irene tiene 17 años es simpática y extrovertida, le encanta salir de marcha y bailar sin parar, pero no solo en la pista de baile, sino también como miembro de Freehop. Irene siempre está rodeada de un montón de gente, esto hace que Peter, su amigo, sea muy celoso y posesivo con ella, ya que esta perdidamente enamorado de ella. Irene esconde un lado más oscuro, un trauma de la infancia, que desconoce por la amnesia que sufre a raíz de un accidente de moto.

#### Lydia Fairen esEsther Navarro
Esther tiene 17 años y es una verdadera artista. Forma parte de Freehop y estudia, pero lo que más le gusta es pintar. Tiene bastante éxito como graffitera, y recibe varios encargos, lo que le hace entrar un mundo tanto atractivo como peligroso. Diego es su mejor amigo, y siempre estará cuidando de ella cuando las cosas se compliquen. Para Esther, Diego es algo más que un amigo, pero prefiere guardar su amor en secreto.

### Otros Personajes

#### Noelia Ortega esCarlota
Carlota tiene 18 años y es estudiante. Es la mejor amiga de Natalia, y también su confidente. Romántica empedernida, sufrirá con los continuos vaivenes de su relación con Andrés, en la que pasa del amor al odio de un día para otro. Cuando le ciega la pasión, es capaz de actuar de una manera un tanto impulsiva y de tomar decisiones sin pensar en las consecuencias.

#### Claudia Traisac esLaura Valencia
Laura tiene 16 años y es estudiante. Es la hermana de Diego, con el que no tiene muy buena relación. Cursi, romántica, influenciada por las modas y por todo lo que se lleva, está obsesionada por encontrar su 'príncipe azul'. Cree que lo ha encontrado en Salva, su novio, que reúne todas las cualidades para ella necesarias, aunque tiene un pequeño defecto: es demasiado tradicional.

#### David de Gea esSalva
Tiene 18 años, y es el novio de Laura, la hermana de Diego. Todos le tildan de anticuado ya que conserva los valores y la moral inculcada por su familia. Para él, la base de todas las relaciones son el amor y el respeto. El sexo es algo vetado hasta el matrimonio. Siempre trata de ayudar y llevar al buen camino a los que le rodean.Por su forma de entender la pareja tendrá problemas de entendimiento con Laura.

## Capítulos y Audiencias
Artículo Principal: Anexo:Capítulos de 18, la serie
| Capítulo          | Fecha de emisión               | Hora              | Espectadores      | Share             |
| ----------------- | ------------------------------ | ----------------- | ----------------- | ----------------- |
| Primera temporada |                                |                   |                   |                   |
| 1                 | Lunes 22 de diciembre de 2008  | 21:45h            | 2 421 000         | 13,1%             |
| 2                 | Martes 23 de diciembre de 2008 | 21:45h            | 1 759 000         | 10,0%             |
| 3                 | Jueves 25 de diciembre de 2008 | 21:45h            | 1 747 000         | 10,0%             |
| 4                 | Lunes 29 de diciembre de 2008  | 21:45h            | 1 775 000         | 9,7%              |
| 5                 | Martes 30 de diciembre de 2008 | 21:45h            | 1 547 000         | 8,8%              |
| 6                 | Martes 27 de enero de 2009     | 16:00h            | 1 192 000         | 6,1%              |
| 7                 | Miércoles 28 de enero de 2009  | 16:00h            | 1 091 000         | 5,5%              |
| 8                 | Domingo 1 de febrero de 2009   | 13:00h            | 1 272 000         | 6,5%              |
| 9                 | Domingo 8 de febrero de 2009   | 13:00h            | 1 970 000         | 10,9%             |
| 10                | Domingo 15 de febrero de 2009  | 13:00h            | 1 801 000         | 10,2%             |
| 11                | Domingo 22 de febrero de 2009  | 13:00h            | 2 093 000         | 12,0%             |
| 12                | Domingo 1 de marzo de 2009     | 13:00h            | 1 725 000         | 10,1%             |
| 13                | Domingo 8 de marzo de 2009     | 13:00h            | 1 601 000         | 9,7%              |
| 14                | Domingo 15 de marzo de 2009    | 13:00h            | 1 583 000         | 10,1%             |
| 15                | Domingo 22 de marzo de 2009    | 7:00h             | 818 000           | 3,3%              |
| 16                | Domingo 29 de marzo de 2009    | 6:45h             | 900 000           | 4%                |
| 17                | Domingo 5 de abril de 2009     | 6:30h             | 726 000           | 3,9%              |
| 18                | Domingo 12 de abril de 2009    | 6:30h             | 620 000           | 2,6%              |
| 19                | Domingo 19 de abril de 2009    | 6:30h             | 411 000           | 1,7%              |
| 20                | Domingo 26 de abril de 2009    | 6:30h             | 810 000           | 3,3%              |
| 21                | Domingo 3 de mayo de 2009      | 6:30h             | 909 000           | 5,1%              |
| 22                | antena3videos.com              | antena3videos.com | antena3videos.com | antena3videos.com |

## Emisión
| Predecesor: Al pie de la letra (Concurso musical) | Antena 3 Acces prime time lunes a viernes (21:45) 22 de diciembre de 2008 - 30 de diciembre de 2008 | Sucesor: Varios                          |
| Predecesor: American Dad (Animación)              | Antena 3 Mediodía Fin de semana (13:00) 11 de enero de 2009 - 18 de enero de 2009                   | Sucesor: American Dad (Animación)        |
| Predecesor: Lalola (Telenovela)                   | Antena 3 Sobremesa lunes a viernes (16:00) 27 de enero de 2009 - 28 de enero de 2009                | Sucesor: Tal cual lo contamos (Magacín)' |
| Predecesor: American Dad (Animación)              | Antena 3 Mediodía Domingo (13:00) 1 de febrero de 2009 - 15 de marzo de 2009                        | Sucesor: American Dad (Animación)        |
| Predecesor: Homo zapping (Programa de humor)      | Antena 3 Mañana Domingo (6:30 y 7:00) 22 de marzo de 2008 - 3 de mayo de 2009                       | Sucesor: Homo Zapping tours              |

## Banda sonora
Uno de los puntos clave de la serie es 18RDC, un grupo surgido en la ficción de la serie para romper esquemas en la realidad que lanzaron su primer disco el 22 de enero.
El disco cuenta con 8 temas propios y dos versiones de otros artistas.
El disco está producido por José Luis De La Peña, productor de artistas como Miguel Bosé o Raphael, y Jacobo Calderón hijo del compositor Juan Carlos Calderón.
El tema principal de la serie, 18, está compuesto por Antonio Escobar Núñez, productor y compositor de música para publicidad (Coca-Cola Del Pita del, Kulu Ngile entre otros muchos) y cine (Impávido o Miente, ganador de los Premios Goya 2008 de cine español, mejor cortometraje). 
Maite Jauregui y Elsa Pinilla (Hija del productor musical Pablo Pinilla) son las voces principales de 18RDC.